# Euso muehlenbergi
Genre
Synonymes
- Eusora Saaristo, 1998 nec Oman, 1949

Espèce
Synonymes
- Eusora muehlenbergi Saaristo, 1998

Statut de conservation UICN

 CR B1ab(iii)+2ab(iii) : 
En danger critique
Euso muehlenbergi, unique représentant du genre Euso, est une espèce d'araignées aranéomorphes de la famille des Ochyroceratidae.

## Distribution
Cette espèce est endémique des Seychelles.

## Publications originales
- Saaristo, 1998 : Ochyroceratid spiders of the granitic islands of Seychelles (Araneae, Ochyroceratidae). Phelsuma, vol. 6, p. 20-26.
- Saaristo, 2001 : Euso - a new name for Eusora Saaristo, 1998 (Araneae: Ochyroceratidae). Phelsuma, vol. 9, p. 66.